# Burg Alt-Bubenberg
Die Burg Alt-Bubenberg ist die Burgstelle einer mittelalterlichen Spornburg aus dem 12. Jahrhundert in der Schweizer Gemeinde Frauenkappelen im Kanton Bern.

## Lage und Beschreibung
Die Burg Alt-Bubenberg wurde auf einem Bergsporn über der Aare gebaut. Heute befindet sie sich oberhalb des Wohlensees.
Heute sind noch der Burghügel, zwei Erdwälle, der Halsgraben und der Sodbrunnen zu erkennen.
Da keine Mauerreste vorhanden sind, ist davon auszugehen, dass es sich um eine reine Erdburg mit Holzpalisade gehandelt hat.

## Geschichte
1241 wurde die Burg erstmals urkundlich genannt.
Die Burg ist mit einiger Wahrscheinlichkeit der Stammsitz der Berner Patrizierfamilie von Bubenberg.
Im 14. Jahrhundert wurde die Burg Alt-Bubenberg aufgegeben.